# ور ور (ترانه کشا)
«ور ور» (به انگلیسی: Blah Blah Blah) ترانه‌ای از از خواننده-ترانه‌پرداز آمریکایی کشا می‌باشد که در نخستین آلبوم استودیویی وی تحت عنوان حیوان (۲۰۱۰) قرار دارد و در ۲۹ ژانویهٔ سال ۲۰۱۰ به‌عنوان دومین تک‌آهنگ این آلبوم منتشر گردید؛ همچنین کشا در این ترانه با تری‌اوه‌تری همکاری کرده‌است.